# توماس دودز
توماس دودز (بالإنجليزية: Thomas Dodds)‏ هو عسكري جنوب أفريقي، ولد في 11 نوفمبر 1873 في غيتسهيد في المملكة المتحدة، وتوفي في 15 أكتوبر 1943 في فيكتوريا في أستراليا بسبب نوبة قلبية.